# 楠木正綱
楠木 正綱（くすのき まさつな、 興国7年/貞和2年（1346年） - 没年不詳）は南北朝時代の武将。楠木正行の子とされるが不明点が多い。

## 概略
楠木氏の系図では楠木正行の子孫は存在しないことが多い。
しかし『嘉兵衛本楠系図』では正行の子孫が記載されている。
これによれば正行の子として「正綱・正行死時二歳・左中将橘朝臣」を記載している。その子は「正倶・右衛門督」。さらにその子は「正隆・四位少将」と「某」。正隆の子は「正理・左京大夫・（事績略）」と「某・大和當麻寺僧」としている。正理以後は「行康・雅楽助」「正俊・帯刀」「成良・刑部少輔」「正隆・帯刀」「正良・刑部少輔」「良知・若狭守」「良清・嘉兵衛有二子」まで、代々が記載されている。